# マリア・ラドナー
マリア・ラドナー（Maria Radner、1981年5月7日 - 2015年3月24日）は、ドイツのオペラ歌手（アルト）。デュッセルドルフ出身。
2015年3月24日、ジャーマンウイングスの航空事故で死亡した。